# Дон Риклс
Доналд Џеј „Дон“ Риклс (енгл. Donald Jay "Don" Rickles; Њујорк, 8. мај 1926 — Беверли Хилс, 6. април 2017) био је амерички комичар, глумац и телевизијска личност, који је био препознатљив по својој тзв. увредљивој комедији (енгл. insult comedy).
Током педесетих и шездесетих, Риклс је већ био популаран комичар, а 1968. је покренуо и своју сопствену емисију, The Don Rickles Show. Због својих "врућих" шала, у којима није штедео никога, Риклс је стекао надимак "Господин Врућина" (енгл. Mr. Warmth). Један од најистакнутијих телевизијских наступа Риклс је имао на другој председничкој инаугурацији Роналда Регана, у јануару 1985. године, када је, својим карактеристичним шалама, присутне довео до суза.
Значајну каријеру је остварио и као глумац, а најпознатија улога му је у филму Ратници из 1970. године, где је сарађивао са Клинтом Иствудом (сниман у Југославији), те у Скорсезеовом филму Казино, снимљеном 1995. године.
Остало је упамћено и његово пријатељство са славним певачем Френком Синатром.
Иако већ у поодмаклој старости, Риклс је радио до последњег даха. Преминуо је услед отказивања бубрега, 6. априла 2017, у 91. години.

## Филмографија
| Улоге Дона Риклса |                     |               |                        |          |
| Година            | Српски назив        | Изворни назив | Улога                  | Напомена |
| 1958.             |                     |               |                        |          |
| 1959.             |                     |               |                        |          |
| 1960.             |                     |               |                        |          |
| 1963.             |                     |               |                        |          |
| 1964.             |                     |               |                        |          |
| 1964.             |                     |               |                        |          |
| 1964.             |                     |               |                        |          |
| 1965.             |                     |               |                        |          |
| 1967.             |                     |               |                        |          |
| 1967.             |                     |               |                        |          |
| 1969.             |                     |               |                        |          |
| 1970.             | Ратници             |               |                        |          |
| 1971.             |                     |               |                        |          |
| 1990.             |                     |               |                        |          |
| 1992.             |                     |               |                        |          |
| 1995.             | Казино              |               |                        |          |
| 1995.             | Прича о играчкама   |               | Господин Кромпироглави |          |
| 1997.             |                     |               |                        |          |
| 1998.             |                     |               |                        |          |
| 1998.             |                     |               |                        |          |
| 1998.             |                     |               |                        |          |
| 1999.             | Прича о играчкама 2 |               | Господин Кромпироглави |          |
| 2004.             |                     |               |                        |          |
| 2010.             | Прича о играчкама 3 |               | Господин Кромпироглави |          |
| 2011.             |                     |               |                        |          |
| 2011.             |                     |               |                        |          |
| 2011.             |                     |               |                        |          |
| 2012.             |                     |               |                        |          |
| 2019.             | Прича о играчкама 4 |               | Господин Кромпироглави |          |